# (2803) Vilho
(2803) Vilho (1940 WG) – planetoida z grupy pasa głównego asteroid okrążająca Słońce w ciągu 5,58 lat w średniej odległości 3,14 j.a. Odkryta 29 listopada 1940 roku.